# سوییت اند لو

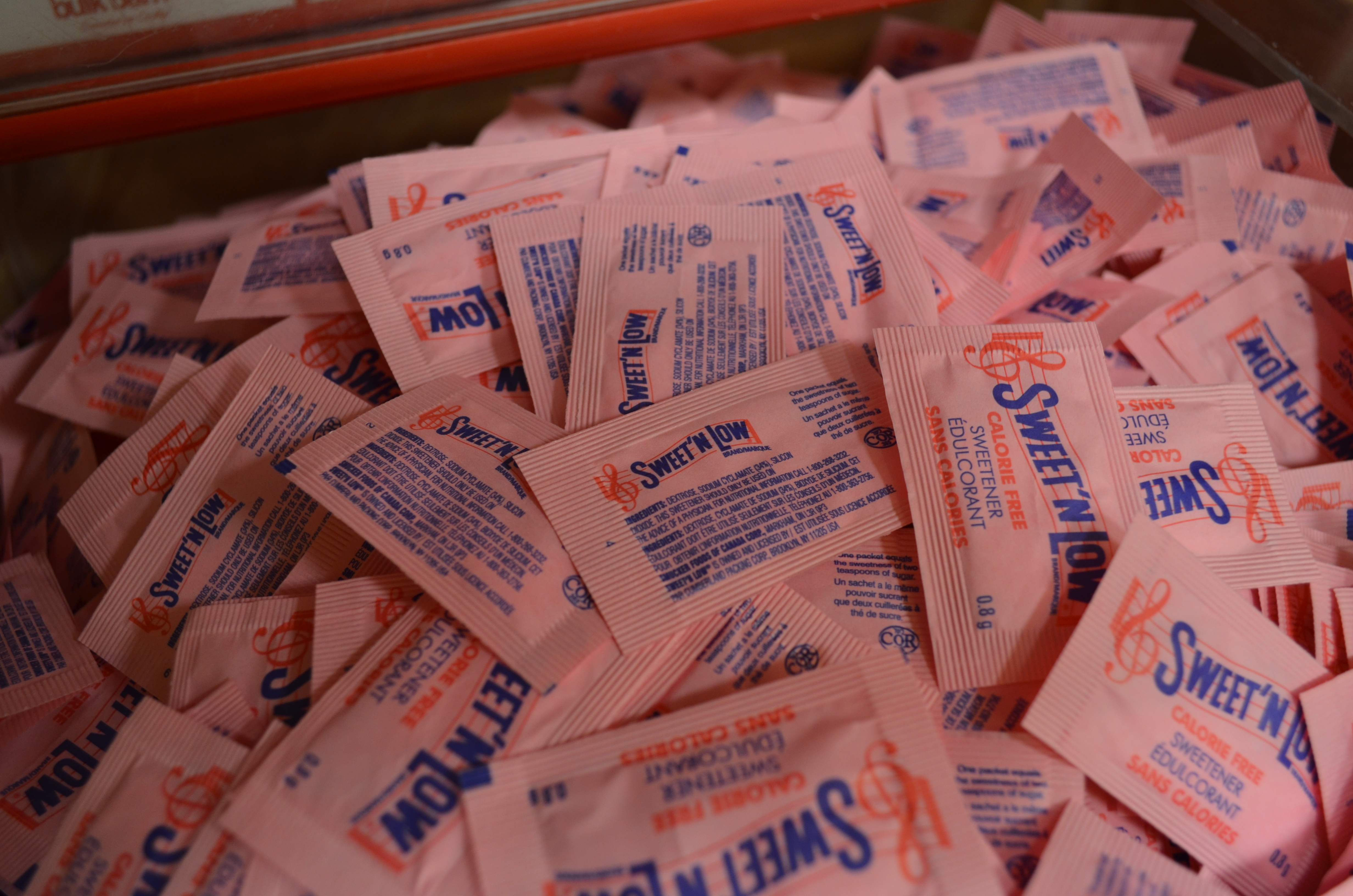
شیرین کننده رژیمی سوییت اند لو

سوییت اند لو (انگلیسی: Sweet'n Low) عنوان یک برند آمریکایی است که در زمینه تولید شیرین کننده‌های مصنوعی، عموماً به صورت ساخارین گرانوله (به انگلیسی: Granulated Saccharin) فعالیت می‌کند. ترکیبات شیرین‌کننده این برند همچنین شامل دکستروز و کرم تارتار بوده و عمدتاً به صورت ساشه‌های کوچک توزیع می‌شود.

## تاریخچه

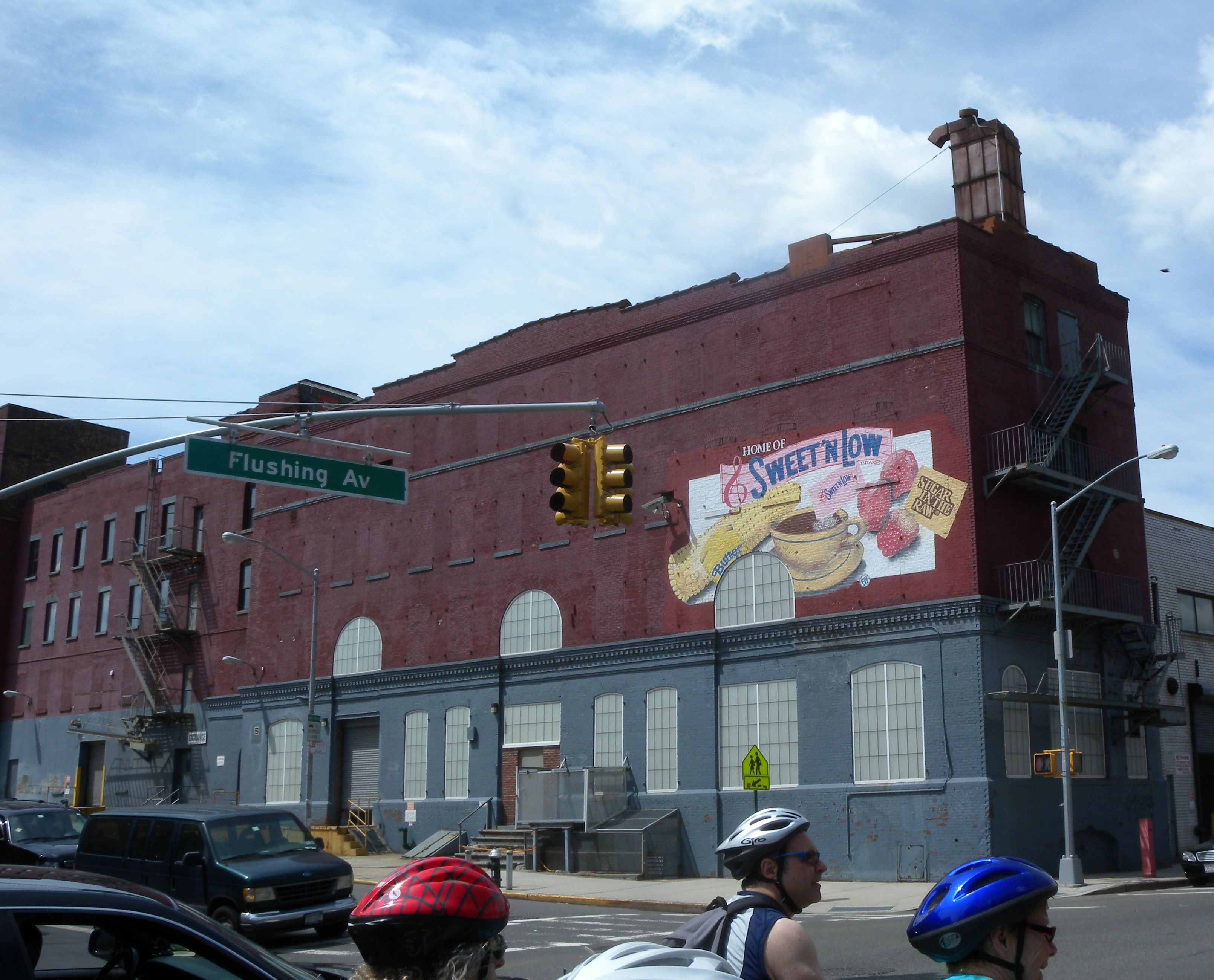
ساختمان شرکت بسته بندی کامبرلند واقع در بروکلین

ساخارین اولین بار در سال ۱۸۷۸ توسط کنستانتین فالبرگ، شیمی دان مشغول در دانشگاه جان هاپکینز کشف شد. با اینکه ساخارین در مدت کوتاهی پس از کشف به صورت تجاری مورد استفاده قرار گرفت، قرن‌ها بعد استفاده از آن به صورت عمومی رایج شد.
سوییت اند لو اولین بار در سال ۱۹۵۷ توسط بنجامین آیزنشتات و پسر اون، ماروین آیزنشتات معرفی شد. آیزنشتات پدر پیش تر شکرهای پاکتی را ابداع کرده بود و شیرین کننده‌های مصنوعی در قالب جدید و با کمک تجارت قبلی گسترش بافت. این پدر و پسر اولین کسانی بودند که شیرین کننده‌های مصنوعی را در قالب پودر تولید و عرضه کردند. شرکت کامبرلند که بسته‌بندی این محصولات را بر عهده داشت، همچنان مدیریت این محصول را بر عهده دارد.

## تبلیغات
در سال ۲۰۰۶، شرکت بسته بندی کامبرلند یک قرارداد اسپانسری با مترو گلدوین مایر، تولیدکننده کمدی معروف پلنگ صورتی امضا کرد، که به موجب آن شخصیت کارتونی پلنگ صورتی در تبلیغات و همچنین بسته بندی‌های ساشه‌های صورتی پلنگ صورتی نمایش داده شد.